# Isabelle Haak
Isabelle Haak, née le 11 juillet 1999 à Perstorp en Suède, est une joueuse internationale suédoise de volley-ball évoluant au poste de pointue. 

## Biographie
Sa sœur ainée Anna Haak est également joueuse de volley-ball.
A l'intersaison 2017, elle s'engage avec le club italien du Pallavolo Scandicci (it).
En 2019, elle rejoint le Vakıfbank İstanbul.
En 2022, elle retrouve la Serie A1 italienne en s'engageant avec Imoco Conegliano. 
Lors de la finale de la Ligue des champions 2023-2024, elle participe grandement au 2e sacre dans la compétition de son équipe en étant l'autrice d'une excellente partie avec notamment 23 points inscrits et 42 % d'attaques gagnantes.
Le 4 mai 2025, elle remporte la Ligue des champions (en inscrivant 21 points en finale) et est désignée meilleure joueuse de la compétition, tous deux pour la 2e saison consécutive.

## Clubs
- Engelholms VS (2012–2016)
- Béziers Volley (2016–2017)
- Pallavolo Scandicci (it) (2017–2019)
- Vakıfbank İstanbul (2019–2022)
- Imoco Conegliano (2022–)

## Palmarès
| Suède |
| --- |
| - Challenger Cup : - Finaliste en 2023. - Ligue d'or européenne : - Finaliste en 2023. - Ligue d'argent européenne (2) : - Vainqueur en 2018 et 2022. |

| Suède | France                                   | Turquie | Italie |
| --- | ---------------------------------------- | --- | --- |
| - Championnat nord-européen : - Finaliste en 2015 et 2016. - Championnat de Suède (2) : - Vainqueur en 2015 et 2016. - Coupe de Suède (2) : - Vainqueur en 2015 et 2016. - Finaliste en 2013. | - Coupe de France : - Finaliste en 2017. | - Ligue des champions (1) : - Vainqueur en 2022. - Finaliste en 2021. - Championnat du monde (1) : - Vainqueur en 2021. - 3e place en 2019. - Championnat de Turquie (2) : - Vainqueur en 2021 et 2022. - Coupe de Turquie (2) : - Vainqueur en 2021 et 2022. - Supercoupe de Turquie (1) : - Vainqueur en 2021. - Finaliste en 2019 et 2020. | - Ligue des champions (2) : - Vainqueur en 2024, 2025. - Championnat du monde (2) : - Vainqueur en 2022, 2024. - Championnat d'Italie (3) : - Vainqueur en 2023, 2024, 2025. - Coupe d'Italie (3) : - Vainqueur en 2023, 2024, 2025. - Superoupe d'Italie (3) : - Vainqueur en 2022, 2023, 2024. |

### Distinctions individuelles

#### en sélection
- Ligue d'argent européenne 2018 — Meilleure joueuse.
- Ligue d'argent européenne 2022 — Meilleure marqueuse.
- Ligue d'argent européenne 2022 — Meilleure serveuse.
- Ligue d'argent européenne 2022 — Meilleure attaquante.
- Ligue d'or européenne 2023 — Meilleure marqueuse.
- Ligue d'or européenne 2023 — Meilleure serveuse.

#### en club
- Championnat du monde des clubs de volley-ball féminin 2019 — Meilleure attaquante[6].
- Championnat du monde des clubs de volley-ball féminin 2021 — Meilleure joueuse, meilleure attaquante.
- Championnat du monde des clubs de volley-ball féminin 2022 — Meilleure joueuse, meilleure attaquante.
- Meilleure joueuse de la Ligue des champions 2023-2024.
- Meilleure joueuse de la Ligue des champions 2024-2025.